# Акселератор

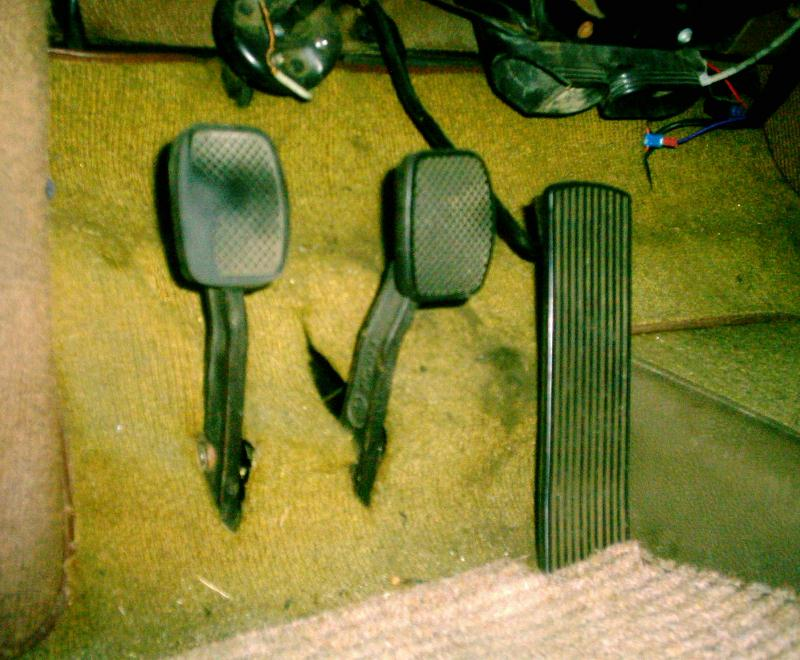
Педали автомобиля Saab Sonett. Педаль «газа» стандартно находится справа.

Акселера́тор (от лат. accelero «ускоряю»), ускори́тель, «газ» — регулятор количества горючей смеси, поступающей в цилиндры двигателя внутреннего сгорания у автомобиля или мотоцикла. Предназначен для изменения частоты вращения вала двигателя (скорости движения транспортной машины).
Часто в разговорной речи акселератором неправильно называют педаль управления системой питания двигателя.
При нажатии на педаль акселератора у карбюраторных двигателей пропорционально углу нажатия открываются заслонки в карбюраторе, регулирующие количество подаваемой топливно-воздушной смеси в двигатель. Рост количества горючей смеси, поступающей в цилиндры двигателя, ведет к росту давления сгорания внутри. Это ведет к увеличению вращающего момента. Если нагрузка не возрастает, то увеличивается частота вращения коленчатого вала.
На двигателях, оснащенных инжекторами, нажатие педали акселератора механически передаётся на подвижный сектор перемещения воздушной заслонки во впускном тракте двигателя, что в результате приводит к перемещению плунжера воздушного расходомера, увеличивающего подачу топлива, впрыскиваемого через форсунки.
Если двигатель управляется электронным блоком управления (ЭБУ, «процессором»), то педаль акселератора не связана механически с двигателем, так как на педали или вблизи неё установлен т. н. датчик позиции дроссельной заслонки (датчик углового перемещения педали газа), либо магнитометрический, либо резистивный; в обоих случаях электрический сигнал с датчика поступает непосредственно в электронную систему управления двигателем. Дроссельная заслонка в воздушном трубопроводе впускной системы в этом случае  перемещается посредством сервомотора, пропорционально поданному в неё электрическому сигналу.
На дизельных двигателях педаль акселератора связана с регулятором насоса высокого давления, при этом меняется цикловая подача и мощность на валу.
На газотурбинных двигателях термин акселератор не применяется. Ручка управления двигателем (РУД) в кабине выполнена в виде рычага с фиксированными положениями режимов работы двигателя и связана системой тросов или тяг с топливной аппаратурой двигателя — командно-топливным агрегатом (КТА) или насосом-регулятором (НР), установленным непосредственно на самом двигателе (т. н. оболочке). КТА или НР являются в техническом плане очень сложными и дорогостоящими прецизионными гидромеханическими или чаще электрогидромеханическими агрегатами (в агрегате используются различные электроклапаны и заслонки, управляемые внешними электронными системами), управляющими подачей топлива в двигатель на различных режимах его работы. Иногда применяется электодистанционное управление двигателем: в этом случае никакой механической связи РУД с топливной аппаратурой двигателя нет.
При вождении автомобиля существует опасность перепутать педали и нажать на «газ» вместо тормоза. Это зачастую становится причиной тяжелой аварии. Чаще всего эту опасную ошибку совершают пожилые водители. По данным из Великобритании, семь из восьми таких инцидентов происходят в автомобилях с автоматической коробкой передач. Избежать такой ошибки водителям может помочь технология, которая «видит» предметы, находящиеся впереди автомобиля и позади него. Её предлагают Toyota, General Motors, Volkswagen, Nissan и другие производители автомобилей. Работа этой системы базируется на сигналах ультразвуковых датчиков, сигналы которой интерпретирует компьютерный блок управления. В нём также запрограммирована реакция на внезапное резкое нажатие на педаль «газа», которое может быть свидетельством того, что водитель перепутал педали.